# شمیطیه
شُمَیطیه یا سُمَیطیه یکی از فرقه‌های امامیه است که از پیروان یحیی بن ابی شمیط هستند که به امامت محمد دیباج معتقدند.

## مؤسس فرقه
نام مؤسس این فرقه، با اختلاف گزارش شده‌است. برخی نام او را یحیی بن ابی شمیط، برخی یحیی بن ابی سمیط و گروهی نیز یحیی بن شمیط یا سمیط گزارش کرده‌اند. وی از ارکان و فرماندهان لشکر مختار ثقفی بوده‌است. این فرقه به جهت اقتباس از نام مؤسس فرقه و انتساب به او، شمیطیه خوانده شده‌است. نام این فرقه به چهار حالت شمیطیه، سمیطیه، سمطیه و شمطیه گزارش شده‌است.

## اعتقادات
این گروه که فرقه اسلامی منشعب از شیعیان هستند، بر این باورند که پس از امامت جعفر صادق، فرزندش محمد امامت را عهده‌دار است. پس از محمد بن جعفر ملقب به دیباج نیز امامت در نسل وی باقی بوده‌است و یکی از فرزندان وی همان قائم آل محمد است. این طایفه پس از مرگ جعفر صادق و در سال ۱۴۸ ه‍. ق، تأسیس شده‌است.